# Cochlodesma praetenue
Cochlodesma praetenue är en musselart som först beskrevs av Pulteney 1799. Enligt Catalogue of Life ingår Cochlodesma praetenue i släktet Cochlodesma och familjen Thraciidae, men enligt Dyntaxa är tillhörigheten istället släktet Cochlodesma och familjen Periplomatidae. Arten är reproducerande i Sverige. Inga underarter finns listade i Catalogue of Life.